# Ernst Åberg

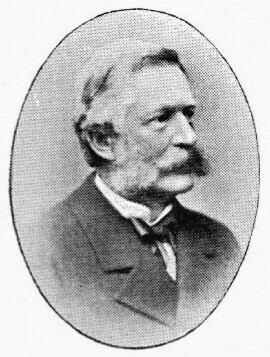
Ernst Åberg 1823-1906

Ernst Georg Åberg (eller Ernesto Jorge Åberg) född 18 augusti 1823 i Stockholm, död 30 maj 1906 i Buenos Aires, var en svensk-argentinsk läkare. 
Åberg började studera vid Uppsala universitet år 1830. Han gifte sig år 1850 med amerikanskan Evelina Maria Heap och tillsammans fick de sonen Lawrence Heap Åberg som kom att bli en svensk filosof. Hustrun gick bort kort efter sonens födelse år 1852. Samma år blev Åberg medicine doktor genom en avhandling om kronisk arsenikförgiftning. Han praktiserade därefter i Stockholm, men lämnade Sverige år 1855 på grund av lungproblem och bosatte sig i Buenos Aires. År 1856 blev han medicine doktor även i Buenos Aires genom avhandlingen Causas, naturaliza y tratamiento de la gota (om gikt) och inrättade där 1884 ett gymnastikinstitut. Han vistades resterande delen av sitt liv i Argentina med undantag för åren 1877–1884 och 1890–1899, då han för en period återvände till Sverige samt befann sig på resande fot i bland annat Schweiz. I sina skrifter redogjorde Åberg för sina rön vid behandlingen av lungsot och skolios. 
Åberg var en stor odlare av eukalyptus och fick en eukalyptusplanta (Eucalyptus abergiana, senare namnändrad till Corymbia abergiana) uppkallad efter sig.